# Берневезен
Берневезен (фр. Beurnevésin) — громада  в Швейцарії в кантоні Юра, округ Порантрюї.

## Географія
Громада розташована на відстані близько 70 км на північ від Берна, 22 км на північний захід від Делемона.
Берневезен має площу 5,1 км², з яких на 5,1% дозволяється будівництво (житлове та будівництво доріг), 55,7% використовуються в сільськогосподарських цілях, 38,4% зайнято лісами, 0,8% не є продуктивними (річки, льодовики або гори).

## Демографія
2019 року в громаді мешкало 117 осіб (-15,8% порівняно з 2010 роком), іноземців було 7,7%. Густота населення становила 23 осіб/км².
За віковим діапазоном населення розподілялося таким чином: 6% — особи молодші 20 років, 58,1% — особи у віці 20—64 років, 35,9% — особи у віці 65 років та старші. Було 61 помешкань (у середньому 1,9 особи в помешканні).